# Aller Aqua Group
Aller Aqua Group A/S er en dansk producent af fiskefoder til dambrugs- og havbrugsfisk. Virksomheden har hovedkvarter og en fabrik i Christiansfeld. De har fabrikker i syv lande og sælger deres foder i over 70 lande. Foderet til 30 fiskearter fremstilles i Danmark, Polen, Tyskland, Egypten, Kina, Zambia og Serbien. I 2024 havde de 436 ansatte og omsatte for 2,129 mia. kroner.
Virksomheden begyndte at producere fiskefoder i 1964. I 1996 blev produktionen af aqua-foder en selvstændig forretning. I 2007 blev der etableret et aktieselskab. 
Navnet Aller stammer fra vandmøllen Aller Mølle i Aller i den nuværende Kolding Kommune, hvor familien Bylling begyndte at producere dyrefoder i 1921. I dag er Aller Aqua fortsat ejet af familien Bylling.

## Ekstern henvisning
- Officiel hjemmeside (dansk)